# Сія (селище)
Сія (рос. Сия) — селище в Пінезькому районі Архангельської області Російської Федерації.
Населення становить 1293 особи. Входить до складу муніципального утворення Сийське муніципальне утворення.

## Історія
Від 1937 року належить до Архангельської області.
Орган місцевого самоврядування від 2004 року — Сийське муніципальне утворення.

## Населення
| 2002 | 2010  | 2012  |
| ---- | ----- | ----- |
| 1535 | ↘1336 | ↘1293 |